# Cœurs d'athlètes
Cœurs d'athlètes est un téléfilm français de documentaire réalisé par Régis Wargnier et Patrick Montel, diffusé en 2003.

## Synopsis
Le documentaire suit trois champions encore en activité au moment du tournage, l'Éthiopien Haile Gebreselassie, l'Allemande Heike Drechsler et le Marocain Hicham El Guerrouj. Ils commentent leurs performances, leur passion de leur discipline et de leur pays.

## Fiche technique
- Titre : Cœurs d'athlètes
- Réalisation : Régis Wargnier et Patrick Montel
- Pays d'origine : France
- Format : Couleurs
- Genre : Documentaire, sport
- Durée : 61 minutes
- Date de diffusion : 9 mars 2003 (France)

## Distribution
- Haile Gebreselassie
- Heike Drechsler
- Hicham El Guerrouj
- Kenenisa Bekele
- Alain Blondel
- Régis Wargnier